# Mož za vse čase
Mož za vse čase (angleško A Man for All Seasons) je britanski biografski dramski film iz leta 1966, ki temelji na gledališki igri Človek za vse čase Roberta Bolta iz leta 1960, Bolt je tudi napisal scenarij za film, režiral pa ga je Fred Zinnemann. Zgodba prikazuje zadnja leta Thomasa Morea, lorda kanclerja Anglije iz 16. stoletja, ki ni želel poslati prošnje papežu Klemenu VII. za ločitev Henrika VIII. Angleškega in Katarine Aragonske ter ni želel priznati Henrika VIII. za voditelja anglikanske cerkve. Paul Scofield nastopa v vlogi Morea, kot že v gledališki predstavni na West Endu, v ostalih vlogah pa še Wendy Hiller, Robert Shaw, Orson Welles, Susannah York, Nigel Davenport, Leo McKern, Corin Redgrave in John Hurt.
Premierno je bil prikazan 12. decembra 1966 v ameriških kinematografih, marca 1967 pa v britanskih. Izkazal se je za finančno uspešnega in naletel na dobre ocene kritikov. Na 39. podelitvi je bil nominiran za oskarja v osmih kategorijah, osvojil pa nagrade za najboljši film, režijo, igralca (Shaw), prirejeni scenarij, fotografijo in kostumografijo. Nominiran je bil tudi za pet zlatih globusov, od katerih je bil nagrajen za najboljši dramski film, režijo, najboljšega igralca v dramskem filmu (Scofield) in scenarij, ter osvojil sedem nagrad BAFTA, tudi za najboljši film, igralca (Scofield) in scenarij.

## Vloge
- Paul Scofield kot Thomas More
- Wendy Hiller kot Alice More
- Leo McKern kot Thomas Cromwell
- Orson Welles kot kardinal Wolsey
- Robert Shaw kot Henrik VIII.
- Susannah York kot Margaret More
- Nigel Davenport kot vojvoda Norfolka
- John Hurt kot Richard Rich
- Corin Redgrave kot William Roper
- Colin Blakely kot Matthew
- Cyril Luckham kot nadškof Thomas Cranmer
- Vanessa Redgrave kot Anne Boleyn
- Jack Gwillim kot glavni sodnik
- Michael Latimer kot Norfolkov pomočnik
- Thomas Heathcote kot čolnar
- Yootha Joyce kot Averil Machin
- Anthony Nicholls kot kraljev odposlanec
- John Nettleton kot ječar
- Eira Heath kot Matthewa žena
- Molly Urquhart kot dekla
- Paul Hardwick kot dvorjan
- Philip Brack kot glavni stražar
- Martin Boddey kot guverner stolpa
- Eric Mason kot rabelj
- Matt Zimmerman kot sel